# Jeannie's Coming Back
Jeannie's Coming Back är en poplåt skriven av låtskrivartrion Norell Oson Bard, först framförd av The Boppers på albumet The Boppers 1991 samt släppt på singel samma år.
Den framfördes i en svenskspråkig version av Arvingarna, och hette då Jeannie och låg på Svensktoppen i 10 veckor under perioden 16 februari-19 april 1992 . Keith Almgren skrev den svenskspråkiga texten och gavs ut av Arvingarna på deras första singel 1991 och på det grammisbelönade debutalbumet "Coola killar" 1992 . Denna textvariant spelades också in av Shanes på albumet 60-tals Party Let's Dance 2 1992 , och testades också till Svensktoppen den 15 mars 1992 utan att placera sig på listan. Den är också inspelad med Mats Bergmans 2007  och med Keith Almgrens orkester på albumet "Natten är vår" 1993 .